# Ho Yinsen
Ho Yinsen (cinese semplificato: 浩尹森; pinyin: Hào Yǐn Sēn) è un personaggio dei fumetti creato da Stan Lee, Larry Lieber (testi) e Don Heck (disegni), pubblicato dalla Marvel Comics. La sua prima apparizione avviene in Tales of Suspense (Vol. 1) n. 39 (marzo 1963).
Professore pacifista compagno di prigionia di Tony Stark in Vietnam (Afghanistan dopo il retcon) Yinsen riveste un ruolo fondamentale nelle origini di Iron Man, in quanto salva la vita del ricco fabbricante d'armi, gli fa da mentore aiutandolo a costruire la sua prima armatura e, in seguito, si sacrifica per permettergli di far ritorno in patria.

## Biografia del personaggio

### Origini e morte
Nato nella città-stato di Timbetpal, Ho Yinsen diviene uno dei maggiori esperti di fisica e ingegneria sia nel suo paese che nel mondo, tanto da divenire uno degli uomini più ammirati da Tony Stark quando questi frequentava il MIT. In età avanzata, Yinsen viene rapito dal signore della guerra comunista Wong-Chu e deportato in un campo di prigionia in Vietnam dove, sotto minaccia di ritorsione contro sua moglie e suo figlio, il suo carceriere gli ordina di fabbricargli delle armi.
Tempo dopo, Wong-Chu fa catturare anche Stark tendendogli una trappola e ferendolo con una mina terrestre che gli lascia alcuni shrapnel conficcati in prossimità del cuore; per salvarlo Yinsen costruisce una piastra magnetica e gliela impianta nel petto impedendo che i frammenti metallici avanzino. In seguito i due progettano la liberazione loro e degli altri prigionieri costruendo di nascosto la prima armatura di Iron Man. Il giorno decisivo però, Yinsen si sacrifica per distrarre Wong-Chu e permettere a Tony di guadagnare il tempo necessario a indossare l'armatura e mettere in atto con successo il loro piano.

### Eredità
Dodici dei prigionieri liberati dal suddetto campo di prigionia, discepoli di Yinsen, fondano un culto quasi religioso attorno alla sua figura: i Figli di Yinsen (Sons of Yinsen). Recuperati gli appunti e i diari del fisico, essi sviluppano una tecnologia avvenirìstica e fondano l'utopica città volante, mobile e occultata di New Timbetpal. Nel momento in cui il mercante interdimensionale noto come Dottor Midas vende in un'asta il cervello ibernato di Yinsen al redivivo Wong-Chu, Iron Man si allea con i Figli di Yinsen per recuperarlo e uccidere definitivamente il signore della guerra.
Il gruppo religioso tenta successivamente di resuscitare Yinsen inserendo il suo cervello in un corpo robotico che, però, viene posseduto da Ultron il quale, spacciandosi per il fisico, manipola i suoi discepoli nel muovere guerra contro l'umanità e fondare la Chiesa di Yinsen. Tuttavia, capendo che l'androide non è il saggio pacifista da lui venerato, Sun-Tao (cinese semplificato: 孙韬; pinyin: Sūn Tāo), uno dei membri del gruppo, si allea con Iron Man e Jocasta al fine di impedire il piano di Ultron che, smascherato, fa autodistruggere New Timbetpal, sebbene la volontà di Yinsen racchiusa nel corpo robotico emerga all'ultimo momento per permettere ai suoi pupilli di scampare all'esplosione.

### Retcon
Col retcon delle origini di Iron Man, Yinsen e Stark anziché essere rapiti dai comunisti in Vietnam sono rapiti da una cellula di terroristi talebani in Afghanistan
 che, durante le operazioni di primo soccorso prestate a Stark per salvarlo dai residui della mina, costringono Yinsen a impiantargli anche una sonda di controllo mentale nel cervello. Il fisico, pur obbedendo dopo che questi gli uccidono la moglie e minacciano di fare lo stesso al figlio, decide infine di distruggere il dispositivo per attivare la sonda e aiutare Stark a fuggire costruendo con lui la prima armatura di Iron Man e permettendogli di fuggire sacrificando la sua stessa vita.
Svariati anni dopo tuttavia, l'innominato figlio di Yinsen, desideroso di vendetta per la morte dei genitori, ricostruisce il dispositivo per controllare la mente di Stark costringendolo ad assassinare tutti e cinque i leader della cellula terroristica responsabile del rapimento paterno, nel frattempo divenuti diplomatici. Dopo che Stark riesce a provare la sua innocenza, tuttavia, il direttore dello S.H.I.E.L.D. Nick Fury fa assassinare il vero responsabile da un cecchino.

## Altre versioni

### Marvel Adventures
Nella realtà Marvel Adventures, Gia-Bao Yinsen (cinese semplificato: 嘉宝尹森; pinyin: Jiā Bǎo Yǐn Sēn) è un inventore pacifista originario di Madripoor che critica aspramente Tony Stark per aver permesso all'A.I.M. di impossessarsi di armi progettate dalla sua azienda e servirsene per attaccare il suo paese; nel momento in cui entrambi vengono catturati dall'A.I.M., tuttavia, decidono di collaborare per fuggire costruendo due armature (una color oro e l'altra rossa) sebbene durante tale operazione Yinsen muoia.

### Iron Man: Season One
Nella miniserie Iron Man: Season One, il dottor Hoy Yin Sen (cinese semplificato: 霍伊尹森; pinyin: Huò yī Yǐn Sēn) è uno scienziato nativo del Chardistan che aiuta Tony a costruire la prima armatura di Iron Man e muore accidentalmente colpito da un proiettile durante la fuga.

## Altri media

### Cinema
- Il personaggio, ribattezzato Ho Yen, compare nel film d'animazione direct-to-video 2007 L'invincibile Iron Man.

#### Marvel Cinematic Universe
Nel franchise del Marvel Cinematic Universe, Ho Yinsen è interpretato da Shaun Toub. In tale versione, molto più giovane della controparte cartacea, anziché essere orientale, proviene dal villaggio fittizio di Gulmira, in Afghanistan.
- - In Iron Man (2008) compare come compagno di prigionia di Tony Stark nelle mani del gruppo terroristico noto come "Dieci Anelli" e, dopo aver aiutato il geniale miliardario a costruire l'armatura, si sacrifica per permettergli di guadagnare il tempo necessario a caricarla.
  - In Iron Man 3 (2013) ricompare brevemente durante un flashback in cui incontra Stark il Capodanno del 1999 a Berna, in Svizzera.

### Televisione
- Nella serie animata del 1994 Iron Man, Il professor Wellington Yinsen era un collega dell'ex-archeologo di nome Arnold Brock ma, dopo che questi assume l'identità del Mandarino, viene rapito insieme a Stark ricevendo l'ordine di costruire armature affinché si crei un esercito. Yinsen si rifiuta decidendo invece di aiutare Stark a fuggire e, per questo, viene vaporizzato dal Mandarino.
- Nell'anime Iron Man, Yinsen riveste il ruolo canonico di collaboratore alla fuga di Tony e alla costruzione della sua armatura ma, anziché morire, sopravvive e diventa un membro di Zodiac: Iron Man Dio.
- In Iron Man: Armored Adventures, il professor Yinsen è un tecnico della Stark International inventore del dispositivo che tiene in vita Tony.

### Videogiochi
- Yinsen appare nel videogioco del 2008 Iron Man, basato sull'omonimo film.